# Famille de Ray
Pour les articles homonymes, voir Ray.

De gueules à un rais d'escarboucle d'or pommeté et fleuronné de même.

La famille de Ray est une ancienne famille chevaleresque originaire du comté de Bourgogne dont grand nombre de chevaliers furent « gardien du comté », et qui possédait la baronnie de Ray-sur-Saône et son château.

## Première famille de Ray
La chronique de Bèze fait état de Guy de Ray, chevalier, qui vivait au XIe siècle, et dont le fils Seguin fut témoin vers 1112 d'un acte entre Gérard de Fonvens et l'abbaye de Saint-Étienne de Dijon. Ses enfants, Foulques, Gauthier, Geoffroy et Barthélemy, faisaient en 1132 le don d'un terrain pour l'édification de l'abbaye de Maisières.
- 1090 Ponce de Ray[2].
- 1098 Guy de Ray[3].
- 1105 Otton de Ray.
- 1114 Sevain de Ray[2],[4].
- 1132 Foulques Ier de Ray[5].
- 1140 Gauthier de Ray.
- 1150 Lambert de Ray[6].
- 1172 Othon de Ray[7],[2].
- 1172 Guy de Ray[2].
- 1190 Isabelle de Ray, dame de Ray, épouse son cousin Othon de La Roche, duc d'Athènes et de Thèbes, fils de Pons II de la Roche, seigneur de la Roche-sur-Ognon. Leur fils Guy Ier de La Roche succède en 1225 au duché d'Athènes et dont la descendance s'y maintient jusqu'en 1308 ; et Othon, puîné, dans la seigneurie de Ray-sur-Sâone.

## Seconde famille de Ray
La seconde famille de Ray tire son origine dans celle de La Roche du château de La Roche. Othon Ier de la Roche, sire de La Roche et de Roulans, en épousant Gertrude de Ray transmet à son fils Pons II de la Roche les seigneuries de Flagey et de Maizières et permet à celui-ci de se comporter comme un seigneur à Ray. Othon de La Roche, fils du précédent, duc d'Athènes de 1205 à 1225, baron de La Roche et de Ray transmettra la seigneurie de Ray à son fils Othon V de la Roche qui prendra le nom d'Othon II de Ray en relevant le nom de sa mère. Afin de conforter ses possessions en Bourgogne Othon II de Ray vendait ses terres d'Argos-Nauplie en Grèce à son frère Guy Ier. Portant au début les armes de la maison de La Roche, les descendants d'Othon V porteront le nom et les armes des anciens seigneurs de Ray : de gueules à l'escarboucle pommeté et fleuronné d'or de huit rays, timbrées, couronnées d'or, supportées par deux tigres d'argent.
Othon II, (? - après 1251), sire de Ray, de La Roche-sur-Ognon en partie et d'Argos-Nauplie en Grèce. Il est le fils aîné d'Othon de la Roche, duc d'Athènes et d'Isabelle, fille du seigneur Guy de Ray, ou d'Élisabeth (ou Isabelle) fille de Clarembaud V, seigneur de Chappes. Il fonde la branche de Ray en prenant le nom d'Othon II de Ray et garde le nom et les armes de la Roche. Son écu "équipollé à quatre points d'échiquier papelonnés" semble le désigner comme le fils ainé du duc d'Athènes.
Mariages et succession :
Il épouse en premières noces Béatrice de Joinville puis en secondes noces Marguerite, (? - après 1251), fille de Guy de Thilchatel et de Guillemette de Bourbonne, puis en troisièmes noces Étiennette de La Roche. Il a :
- Jean Ier qui suit,
- Gauthier
- Guillemette,
- Isabelle.

Jean Ier de Ray, (? - 1262/64), né "Jean de La Roche", seigneur de Ray. Il quitte le nom de la Roche pour prendre celui de Ray ainsi que les armes de cette ancienne terre. Il teste en 1263.
Mariage et succession :
Il épouse en 1251 Yolande de Choiseul. Il a :
- Othenin qui suit,
- Richard,
- Guillaume,
- Alix,
- Gauthier,
- Yolande/Isabelle.

Othenin ou Othes de Ray, (? - 1298), sire de Ray, chevalier,.
Mariage et succession :
Il épouse en 1295 Guillemette, (? - après 1312), dame de Lieffrans, fille de Jean Ier de Faucogney et d'Elvis/Simonette de Joinville, de qui il a :
- Aymé qui suit,
- Othe,
- Isabelle, épouse de Valerans le jeune, comte de Thierstain, seigneur de Florimont,
- Guillemette, épouse d'Aymon de Villersexel,
- Jeanne, elle épouse Eudes de Fouvent,
- Gui.

Aymé de Ray, (? - juin 1327), chevalier, sire de Ray, de Vauvillers, de Soye, de Membrey, de Vaitte,.
Mariages et succession :
Il épouse en premières noces avant 1299 Étiennette, (? - avant 1305), dame de Soye, fille d'Odon de La Roche-en-Montagne et d'Agnès de Saint-Florentin, puis en secondes noces en 1305 Mahaut, (? - après le 27 juillet 1311), dame de Vauvillers, fille de Warry de Pulligny et de Jeanne de Rosières.
Du premier mariage il a :
- Jeanne, dame de Soye, elle épouse Pierre de Bauffremont, (? - 1347/62),

Du second mariage il a :
- Othe,
- Renaud, chanoine de Besançon,
- Gauthier qui suit,
- Jean, il épouse Catherine, fille de Vauthier de Vienne et d'Achillande de La Roche.

Gauthier de Ray, (? - juin ou août 1357), chevalier, seigneur de Ray, de Soye, de Lieffrans, gardien du comté de Bourgogne.
Mariage et succession :
Il épouse Cunégonde, fille d'Henri II de Blamont et de Marguerite de Montfaucon, de qui il a :
- Jean II qui suit,
- Isabelle, (? - après 1369), dame de Lieffrans, elle épouse Horry d'Asuel, (? - 1381). Elle teste en 1369 et est inhumée dans l'église de Ray auprès de sa sœur Marguerite,
- Marguerite, (? - avant 1368), elle épouse (d'après Roglo) Humbert de Rougemont,
- Guillemette, (? - 1388), elle épouse en 1356 Jean d'Estrabonne, chevalier, seigneur d'Étrabonne,
- Marguerite, elle épouse Guyot de Rougemont.

Jean II de Ray, (? - mai 1394), chevalier, seigneur de Ray et de Beaujeu. Nommé héritier de sa sœur Isabelle en 1369, il est gardien du comté de Bourgogne et nommé ambassadeur du duc de cette province en 1378.
Mariages et succession :
Il épouse en premières noces Marie, (avant 1350 - après 1390), dame de Courcelles, fille de Guillaume de Châteauvillain et de Blanche de Châtillon-en-Bazois, puis en secondes noces Mahaut de Savigny.
Du premier mariage il a :
- Jean III, chevalier, tué à la bataille de Nicopolis, il épouse Jeanne de Salins-Montferrand,
- Marguerite, (? - 1432), elle épouse Jean de Cusance, (? - vers 1417),
- Isabelle, elle épouse Guillaume, (? - 1408), seigneur de Saint-Trivier-en-Dombes et de Branges,
- Bernard qui suit,

Du second mariage il a :
- Guillaume, (? - avant 1388), il épouse Catherine, (? - 20 juillet 1431), dame de Pesmes, fille de Thibault VI de Neuchâtel-Bourgogne et de Marguerite de Bourgogne-Comté-Montaigu.

Bernard de Ray, (? - février 1434/35), chevalier, seigneur de Ray, de Beaujeu et de Seveux.
Mariage et succession :

Il épouse le 26 novembre 1399 Marguerite, (vers 1387 - 14/24 février 1438), dame de la Ferté-sur-Amance (fille de Thibault VII de Neuchâtel-Bourgogne et d'Alix de Joinville), de qui il a Jean IV qui suit.
Jean IV de Ray, (? - 1465), seigneur de Ray, de Beaujeu, de La Ferté, d'Autoreille, de Courcelles, de Pressigny, de Seveux... Il affranchit les habitants de Ray en 1436.
Mariages et succession :

Il épouse en premières noces Louise, fille de Jean de Vergy seigneur d'Autrey et d'Antoinette de Salins-la-Tour, puis en secondes noces avant 1436 Claude, fille d'Amédée de Viry et de Bonne d'Hauteville. Du premier mariage il a :
- Marguerite,
- Agnès, abbesse de l'Abbaye Sainte-Odile,
- Antoine Ier qui suit,
- Guillaume qui fonde la branche de Beaujeu. Il hérite des terres de Beaujeu, de Pressigny et d'Autoreille, il épouse en 1457 Catherine[18], (vers 1426 - après le 26 août 1480), dame de Montfort, fille de Pierre de Vergy, chevalier, seigneur de Champuant[19] et d'Alix de Rougemont, de qui il a 
  - François, seigneur de Beaujeu, La Ferté, Pressigny et Autoreille ;
  - Jeanne qui épouse Jean de Mornay
  - Catherine qui épouse Guillaume du Plessis[19],[20].
  - François (le même que ci-dessus ?) épousera Claude de Vergy (ou Jeanne de Roussillon ?) de qui il aura Jean de Ray et Anne de Ray, baronne de La Ferté, femme d'Antoine de Choiseul-Lanques
- Aymé.

Antoine Ier de Ray, (? - après 1490), chevalier, seigneur de Ray, de Seveux, de Courcelles... Il est chambellan et conseiller de Charles le Téméraire, bailli d'Amont de 1468 à 1470.
Mariage et succession :
Il épouse Jeanne, dame de Roulans, fille de Jean de Vienne (décédé en 1440, petit fils de l'amiral Jean de Vienne) et de Béatrice de Saint-Chéron, de qui il a :
- Marc qui suit,
- François, (? - 1516), chevalier, seigneur de Seveux et de Saint-Julien, il épouse Claude, dame de Torcenay et de Pleurs, fille de Guillaume de Hangest et de Marguerite de Torcenay,
- Louise, (? - 1477), elle épouse Jean de Goux, écuyer, fils de Pierre seigneur de Goux, chevalier et chancelier de Bourgogne,
- Clauda/Claude, elle épouse Pierre d'Haraucourt, (? - 23 novembre 1510), chevalier, seigneur de Chauvirey,
- Marguerite, (? - 1484), elle épouse en 1440 Jean IV de Rupt, (? - vers 1483), chevalier, conseiller et chambellan du duc de Bourgogne, bailli d'Amont.

Marc de Ray, (? - 1510), baron de Ray, chevalier, seigneur de Roulans.
Mariage et succession :
Il épouse en 1476 Philippote, fille de Pierre de Goux et de Mathiète de Rye, de qui il a :
- Claude Ier, chevalier, baron de Ray, seigneur de Vauvillers, conseiller et chambellans de l'empereur, bailli d'aval, chevalier de l'ordre de l'Annonciade, il épouse en 1508 Catherine de Courcelles dame de Tanlay et d'Aillefol, fille de Philippe de Courcelles, seigneur de Saint-Liébault (? - 25 mars 1531)[21]. Il épouse ensuite Claudine de Hangest dont il aura Pernette de Ray épouse de Charles de Livron seigneur de Bourbonne, et Claudine de Ray épouse de François de Montfort [2]. En 1524, il est membre du Conseil des Pays-Bas et se rend en Savoie en compagnie de Nicolas Perrenot de Granvelle (cf Marguerite de Jean-Pierre Soisson 2002)
- Antoine II qui suit,
- Anne, (? - après le 5 janvier 1552), elle épouse en 1514 Girard de Plaine, Seigneur de la Roche, Baron de Maigny et de Courcelles, Seigneur de Govenans, ce dernier mourut en Ambassade de Rome et fut inhumé à Notre Dame del Popolo (? - après 1525).

Antoine II de Ray, (? - 1539), chevalier, seigneur de Ray, de Roulans, de Mont et de Franoy-les-Champlitte. Il hérite de la baronnie de Ray après le décès de son frère ainé qui n'avait pas d'enfants mâles. Il avait été page de l'empereur Charles Quint.
Mariage et succession :
Il épouse Jeanne, fille d'Amédée de Viry et d'Hélène de Menthon, de qui il a :
- Claude qui suit,
- Clériadus, (? - vers 1613), baron de Ray, il fonde la branche de Roulans. Il épouse en 1587 Claudine, fille de Jean de Bauffremont et de Béatrice de Pontailler, de qui il a Rose (épouse d'Alexandre de Marmier) et Claude-François, baron de Ray, qui se marie avec Béatrix de Grammont, dame de Conflandey. Claude-François eut une fille Marie-Célestine, baronne de Ray qui épouse en 1636 Albert de Mérode, marquis de Trélon, grand veneur de Flandres, capitaine des archers de la garde de Dom Jean d'Autriche. Par ce mariage la terre est transmise aux maisons de Mérode et de Looz-Cosvarem.
- Catherine, (? - avant 1563), elle épouse le 16 octobre 1547 Guy de Genève, (? - après le 18 juin 1577).

Claude de Ray, (? - 1575), baron de Ray, chevalier,. Il fit hommage, en 1574, au Roi d'Espagne, pour les terres de Courlaoux, Thoraise, Mutigney Chassagne, Sergenon, Sergenaux, Foulenay appartenant à son épouse. Il semble disparaître la même année, son fils aîné et héritier étant sous la tutelle de sa mère. Grosse d'enquête à l'encontre de son épouse vraisemblablement veuve en 1577 au bénéfice de son beau fils Philibert Seigneur de Montmartin.
Mariage et succession :
Il épouse en 1541 Anne, Dame de Courlaoux et de Bersaillin, fille d'Adrien de Vaudrey et d'Anne de Vuillafans.
De son mariage il a :
- Jean-Baptiste, baron de Ray, était sous tutelle de sa mère en l'an 1574[25], il meurt avant d'être marié à Léonore Chabot, fille de Léonor Chabot, comte de Charny et de Busançois, Petit neveu de François 1er, Grand Ecuyer de France et de Jacqueline de Rye, dame de Longwy.
- Renée, (? - après le 10 mars 1597), dite Marquise de Ray, dame de Vaudrey, La Chassagne, Corlaou, Dupin et Bersaillin, baronne du Mont-Saint-Vincent. Elle épouse en premières noces en 1577 François de Vergy, (? - vers le 5 décembre 1591), comte de Champlitte, gouverneur de Bourgogne puis en secondes noces le 12 août 1595 Charles-Emmanuel de la Chambre, (1572 - mai 1604), dit de Seiffeil, marquis d'Aix, chambellan du duc de Savoie. Certificat de la mort de Renée de Ray, Marquise de Ray, survenue à Aix, le 29 septembre 1598, donné par MM. de Vergy et Vaudrey pour liquidation de sa pension, 1598 - 1599[26].
- Louise, elle épouse Philibert de Montmartin, chevalier, baron de Montmartin.